# Nomada sulphurata
Nomada sulphurata är en biart som beskrevs av Smith 1854. Nomada sulphurata ingår i släktet gökbin, och familjen långtungebin. Inga underarter finns listade i Catalogue of Life.